# Viorel Alexandru
Viorel Alexandru (n. 9 noiembrie 1951) este un fost senator român în legislatura 2004-2008. Viorel Alexandru a fost validat ca senator PD pe data de 26 august 2008, când l-a înlocuit pe senatorul Mihai Țâbuleac.  